# Loxoblemmus sylvestris
Loxoblemmus sylvestris är en insektsart som beskrevs av Keiichi Matsuura 1988. Loxoblemmus sylvestris ingår i släktet Loxoblemmus och familjen syrsor. Inga underarter finns listade i Catalogue of Life.